# 歡迎來到絢麗的拉斯維加斯招牌
歡迎來到絢麗的拉斯維加斯招牌（Welcome to Fabulous Las Vegas sign）是美國內華達州拉斯維加斯的著名地標之一，由西方霓虹燈公司（Western Neon）在1959年9月製作並設立。招牌是由當地業務員泰德·洛吉（Ted Rogich）委託貝蒂·威利斯（Betty Willis）設計，隨後賣給內華達州克拉克郡政府。
招牌位於南拉斯維加斯大道中段，南側臨近舊麥卡倫國際機場的歷史石柱遺跡，西側方向對面是已歇業的巴里海高爾夫俱樂部（Bali Hai Golf Club）和克隆戴賭場飯店（Klondike Hotel & Casino）。有些人認為這面招牌是賭城大道正式的南端終點所在。與賭城大道上多數得建物相同，這面招牌實際上位於天堂市境內，距離拉斯維加斯市的實際邊境約4英里（6.4公里）遠。

## 設計

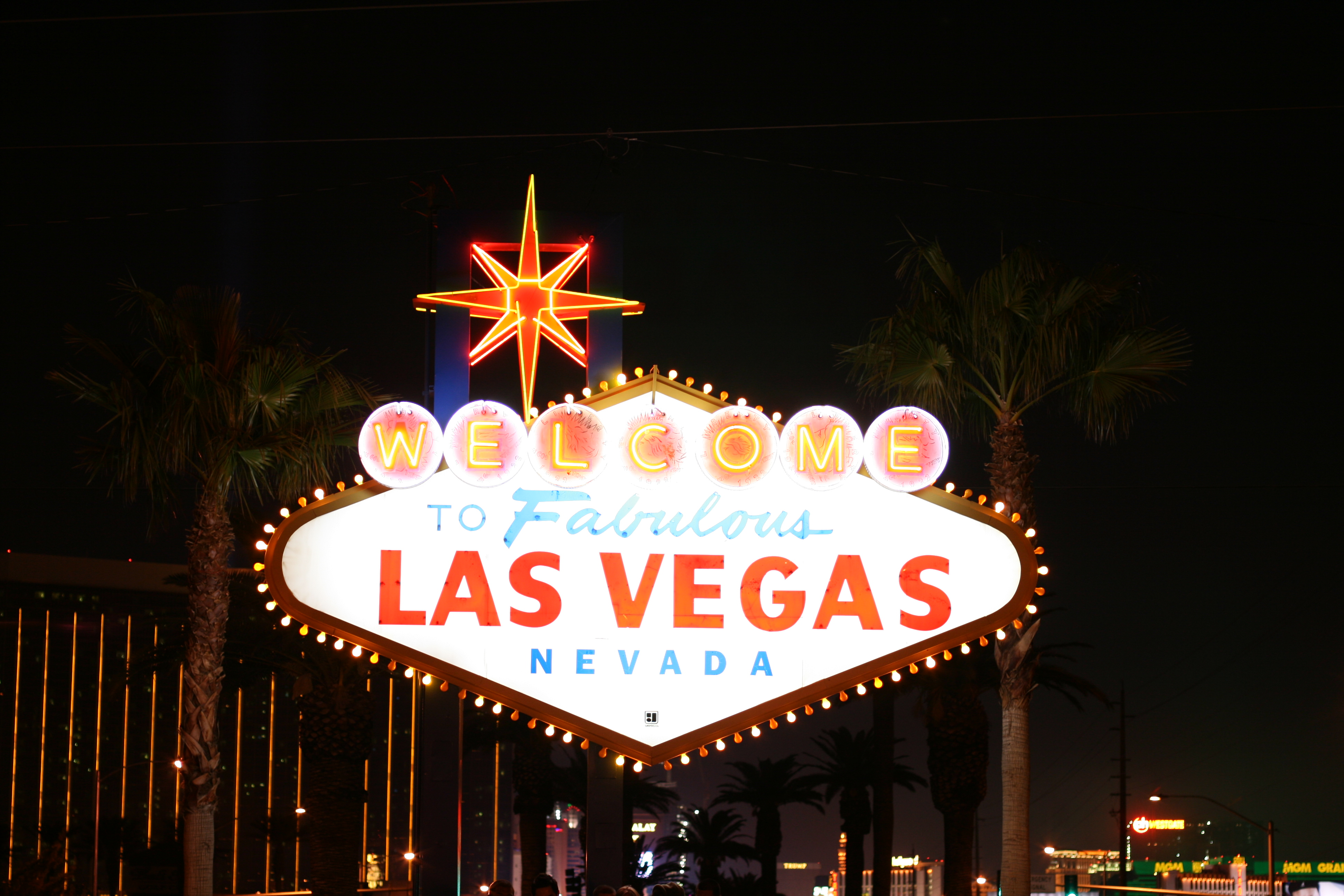
夜間點亮燈光時的招牌

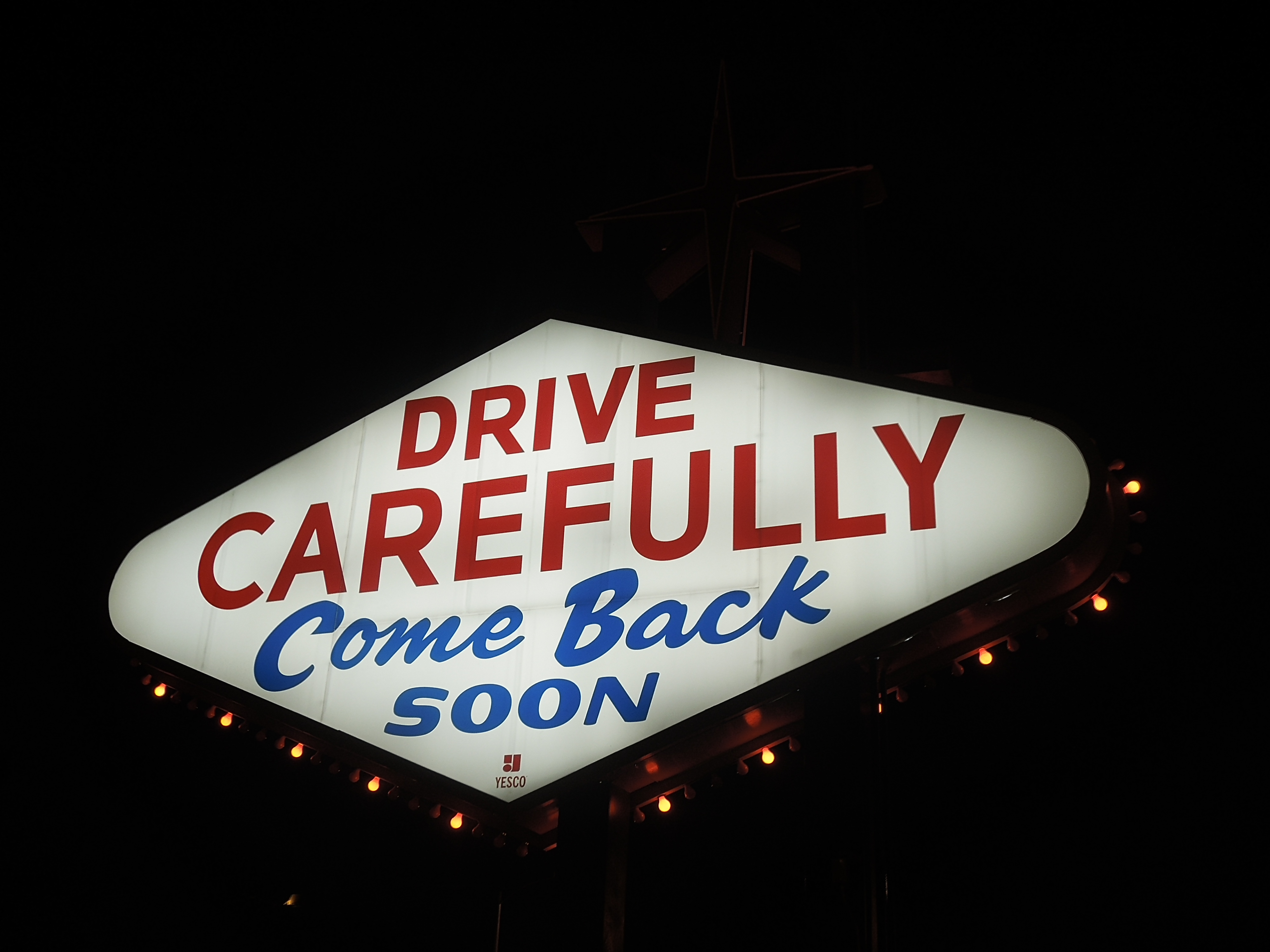
夜間時的招牌背面

招牌高度為25尺（7.6公尺），是美國典型的路邊單柱招牌設計。招牌被固定在兩根扁平的柱子上，柱子頂端以一橫向結構連接。柱子的高度向上延伸超過招牌。招牌的形狀是橫向拉長的鑽石型，上下為尖角，左右兩側則為圓角。招牌為雙面設計，內部裝有燈光，招牌邊緣則由閃爍的白織燈環繞。由於內華達州常被暱稱為「銀州」，因此招牌頂端有數個白色的圓形霓虹燈，代表1美元硬币。每個圓形內都有一個紅色英文字母，並用霓虹燈環繞每個字母外框，這七個字母組成「Welcome」，意為「歡迎」。在招牌頂端位於兩根柱子之間的是一個紅色的金屬八角星，外框以紅色霓虹燈圍繞。星型的水平和垂直線條延伸超出兩根柱子和頂端結構之外，讓星型外觀變得更動感、更具爆炸性。
招牌的牌面為透光的白色塑膠，上面漆有藍色和紅色的文字。招牌南面在1美元硬币內的字樣為「Welcome」，下面則有藍色的「to Fabulous」字樣，意為「來到絢麗的」，採用1950年代風格的字體，換行後是紅色的「Las Vegas」字樣，意為「拉斯維加斯」，全部皆為大寫。在拉斯維加斯字樣下方則是藍色的大寫「Nevada」（內華達）字樣。
招牌的北面字樣第一行為「Drive」，第二行為「Carefully」，兩行字都是紅色大寫，意為「小心駕駛」。在小心駕駛字樣下方則有藍色的「Come Back」和「Soon」字樣，兩行文字都為藍色的書寫體，意為「儘快回來」，其中「Soon」為全部大寫。招牌的設計俱有古奇建築（Googie）運動的特色。

## 歷史
威利斯希望設計一面形狀、風格和內容獨特的招牌。目前的招牌持有者是YESCO（Young Electric Sign Company）公司，該公司將招牌租借給克拉克郡政府，而招牌的設計本身屬於公有领域。威利斯認為招牌是他送給這座城市的一份禮物，因此招牌的設計從未註冊版權。這也使得這塊招牌被各種拉斯維加斯紀念品廣泛使用。
1999年10月4日，招牌曾熄燈長達一個月。這是由於原本負責支付電費的公司被另一間公司買下，但卻沒有繼續支付電費。當時積欠的電費低於60美元，該公司支付電費後招牌也重新點亮。
由於招牌距離實際的拉斯維加斯市邊境十分遙遠，因此2002年拉斯維加斯市議會另外在拉斯維加斯市區範圍內豎立起了另一塊招牌，其寫著「歡迎來到絢麗的拉斯維加斯市區」（Welcome to Fabulous Downtown Las Vegas） 。
2007年3月6日，另一面類似但更巨大的招牌被裝設在博德高速公路（Boulder Highway）和熱帶天堂大道（Tropicana Ave）的交界處北方。與原始的招牌相同，根據拉斯維加斯會展與遊客局（Las Vegas Convention and Visitors Authority），這面新的招牌並非為了標記拉斯維加斯的邊境，而是「象徵博德高速公路是通往拉斯維加斯的門戶大道」。
2008年1月31日，為了響應全國身著紅衣日（National Wear Red Day），招牌被暫時改為紅色燈光。該節日是美國心臟協會的「Go Red for Women」活動之一，目的是為了喚醒大眾對於女性心臟疾病的重視。
2008年12月8日，一座小型停車場在拉斯維加斯大道的中段開幕，首次正式讓一般大眾有接近這塊招牌的機會。在停車場開幕以前，遊客需要在沒有紅綠燈或行人穿越道的情況下跨越拉斯維加斯大道。雖然沒有因穿越大道而發生車禍意外的記錄，但大道上逐漸增加的車流量讓穿越行為漸漸變得危險。這座新的停車場提供了10個標準車位、2個身障人士專用車位，以及2個巴士和加長型禮車車位。
2009年3月13日，克拉克郡政府將招牌提名列入美國國家史蹟名錄。提名在2009年5月1日通過。
2009年3月28日，為了響應「地球一小时」活動，招牌與許多賭城大道上的建築熄燈一小時。
2009年5月14日，拉斯維加斯市長奧斯卡·古德曼（Oscar Goodman）和《花花公子》女郎荷莉·麥迪遜（Holly Madison）為招牌的50週年夏季活動揭幕。活動內容包括舉行金氏世界紀錄最大的比基尼遊行，以及在城市各處舉辦的泳池派對。一系列的慶祝活動在招牌前舉行開幕式，並以伸展台方式展示從1950年代至今的泳裝。
2010年4月28日，招牌上的文字首次出現變更。市長奧斯卡·古德曼揭露了一個名為「Camp Vegas」的行銷活動。招牌的外側被「Welcome to Fabulous Camp Vegas」字樣覆蓋。這場活動由荷莉·麥迪遜、韋恩·紐頓（Wayne Newton）和奧斯卡·古德曼主持。「Camp Vegas」的招牌維持了36小時。
招牌旁的小型停車場由於遊客不斷增加已不敷使用。因此2012年4月克拉克郡政府通過50萬美元的預算，擴建停車場並增加20個車位以容納更多的遊客。
2013年12月6日，內華達州歷史保存辦公室宣布「歡迎來到絢麗的拉斯維加斯」招牌已列入內華達州歷史名勝名冊（State Register of Historic Places）。

## 資料來源
1. 1 2 3  . National Park Service. May 8, 2009  [2009-05-08]. （原始内容存档于2013-12-27）.
2. 1 2  . Las Vegas Sun. 2008-11-25  [2010-04-21]. （原始内容存档于2021-03-23）.
3. ↑  . LasVegasVegas.com. 2008-01-31. （原始内容存档于2009-10-05）.
4. ↑  Wyland, Scott. . Las Vegas Review-Journal. 2008-12-09. （原始内容存档于2012-04-02）.
5. ↑  . Las Vegas: KLAS-TV. 2009-03-28. （原始内容存档于2014年3月1日）. Authors list列表中的|first1=缺少|last1= (帮助)
6. ↑  Arseniuk, Melissa. . Las Vegas Sun. 2009-05-14. （原始内容存档于2021-02-13）.
7. ↑  . Las Vegas: KTNV-TV. 2010-04-29  [2010-05-01]. （原始内容存档于2010年5月2日）.
8. ↑  Schoenmann, Joe. . Las Vegas Sun. 2012-04-17  [2014-02-23]. （原始内容存档于2020-11-27）.
9. ↑  nvshpo.org - Rebecca Palmer 775-684-3443

## 外部連結
- 拉斯維加斯招牌照片集
- 招牌正面與背面在白天時的照片
- Iconic Neon Sign Survives Vegas Makeover （页面存档备份，存于）（國家公共廣播電台專訪招牌設計者貝蒂·威利斯，2006年10月3日）
- 招牌的現場即時影像 （页面存档备份，存于）
- Flickr上招牌的照片集